# لی هاروی اسوالد
لی هاروی ازوالد (به انگلیسی: Lee Harvey Oswald)‏ (۱۸ اکتبر ۱۹۳۹ – ۲۴ نوامبر ۱۹۶۳) شهروندی آمریکایی بود که جان اف. کندی، ۳۵اُمین رئیس‌جمهور ایالات متحده آمریکا را ترور کرد. وی دو روز پس از ترور کندی (۲۲ نوامبر)، در حالی که دستگیر شده بود، توسط جک روبی، با شلیک گلوله، کشته شد.

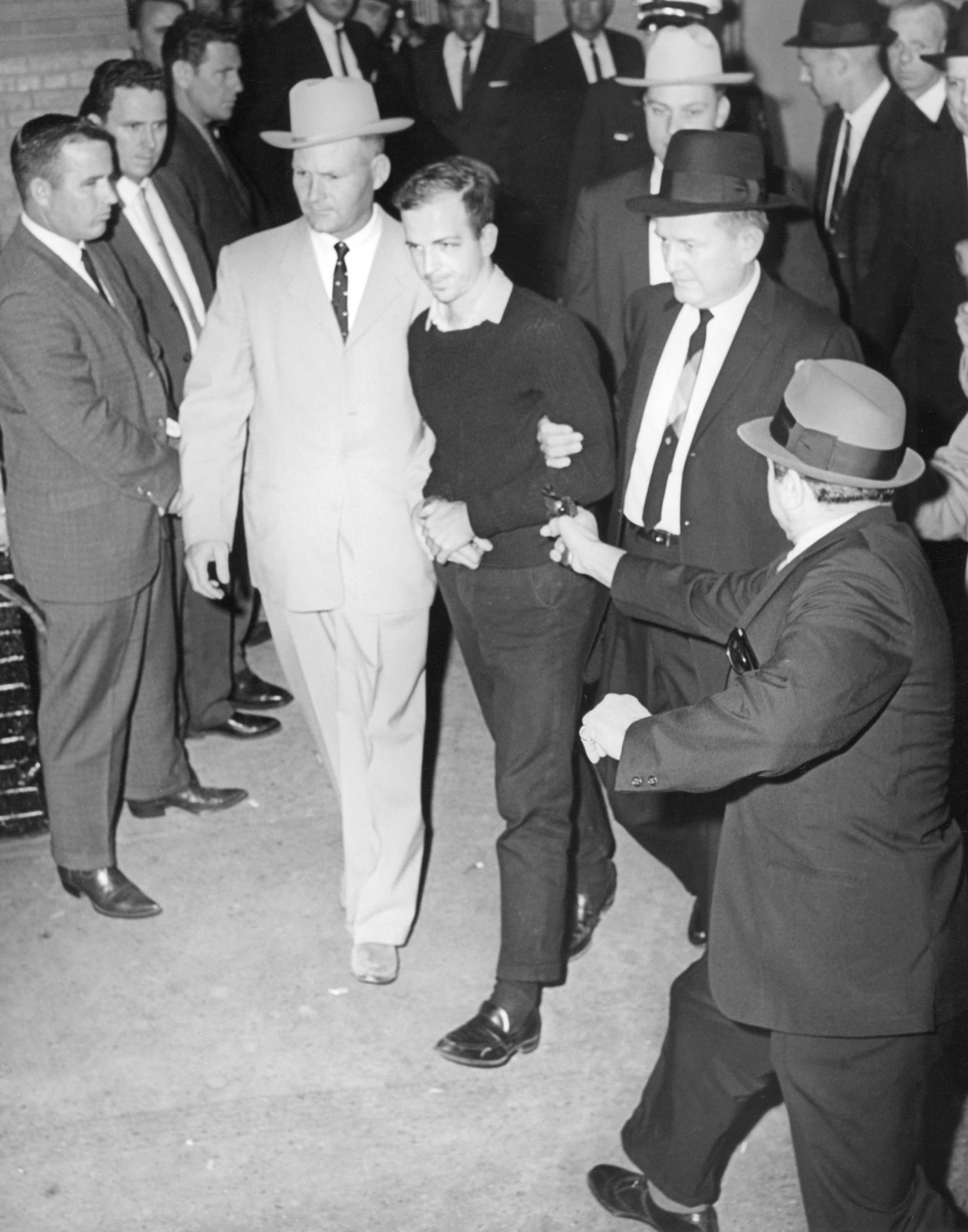
صحنه کشته شدن اسوالد با شلیک جک روبی، در حین انتقال اسوالد توسط پلیس دالاس

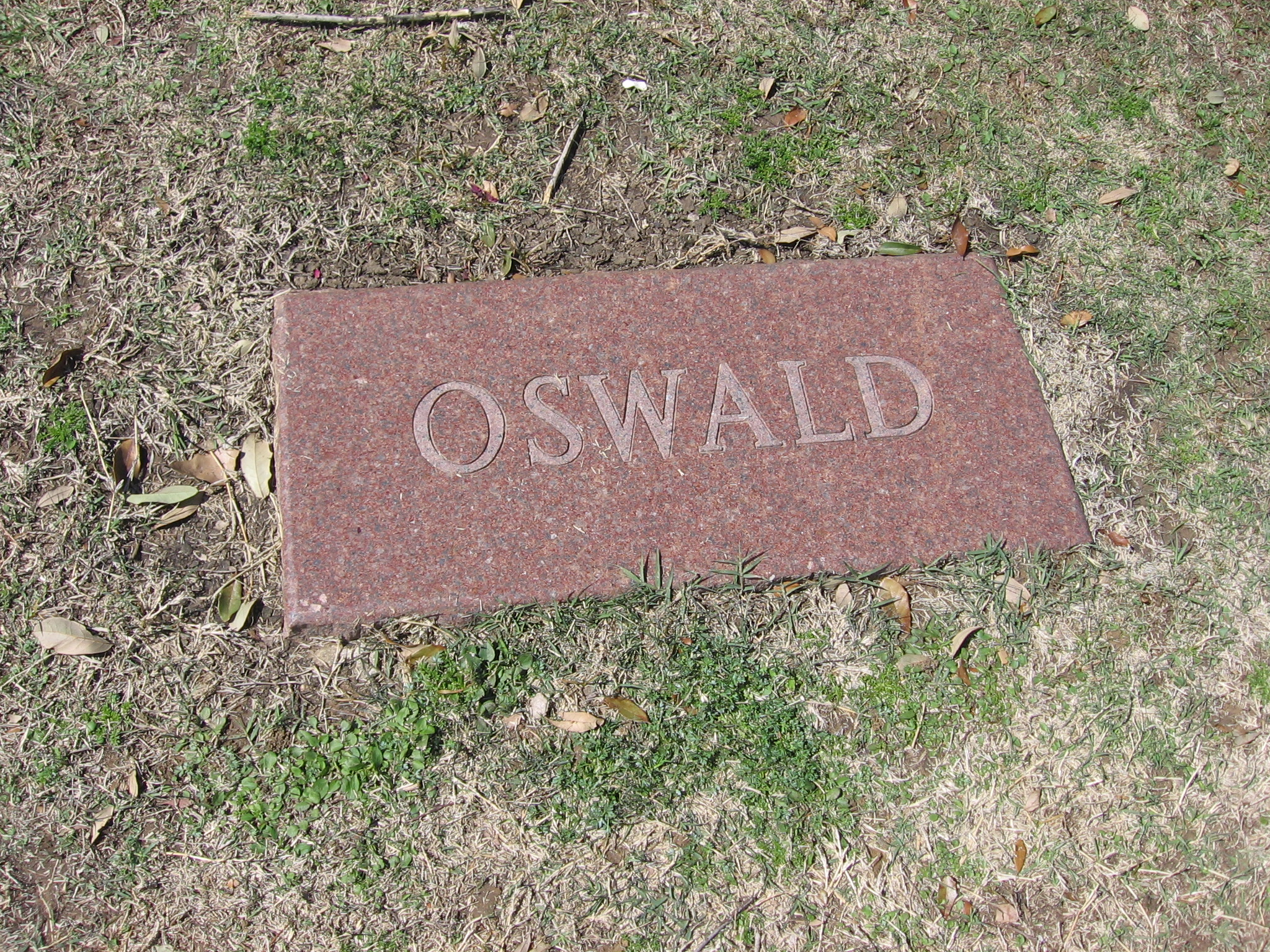
سنگ قبر اسوالد (جایگزین شده)

نظرسنجی در گذر سال‌ها نشان داده که اکثریت مردم آمریکا با وجود شواهدی مؤید این که اسوالد تنها شلیک‌کننده به کندی بوده، معتقدند او این کار را به تنهایی انجام نداده و به همراه افراد دیگری بدین منظور توطئه کرده است. نظریه‌های مختلفی در خصوص توطئه بودن این ترور در اذهان رایج است.
اسوالد در ۱۵ سالگی ادعا کرد که مارکسیست است و به مطالعه آثار سوسیالیستی می‌پرداخت. او در پاسخ به این پرسش در جریان یک بازجویی که «آیا کمونیست هستی؟» گفت: «نه، من کمونیست نیستم، مارکسیست هستم.»
در مینی سریال ۱۱٫۲۲٫۶۳ به چگونگی و دلایل ترور جان اف. کندی و نظریه‌های ان دربارهٔ قاتلش اسوالد پرداخته است.